# Léopold Grégoire Desgranges Cadet
Léopold Grégoire Desgranges Cadet est un papetier français né en 1759 à Luxeuil (Haute-Saône) et mort le 12 décembre 1816 à Arches (Vosges). 

## Biographie
Appartenant à une famille de fabricants de papier, il est propriétaire de papeteries en Franche-Comté et en Lorraine. Il est le frère cadet de Claude-Joseph Desgranges avec qui il s'associe lors du rachat des papeteries d'Arches et d'Archettes ayant appartenu à Beaumarchais. À sa mort, elle passe aux mains de ses héritiers qui la vendent à l'adjoint de son père, Denis Couad, qui l'exploite jusqu'en 1833.  
Son neveu est François-Grégoire-Léopold Desgranges, fils de Claude-Joseph Desgranges et Marie Élisabeth Lacroix, né à Luxeuil (Haute-Saône) le 24 septembre 1778, mort en 1855 (18 juillet). Chevalier de la Légion d’honneur le 16 novembre 1832, maire de Luxeuil, propriétaire, membre du conseil général du département de la Haute-Saône (LH/748/48). Siégeant dans la majorité, il est député de la Haute-Saône de 1791 à 1792 au sein de l'Assemblée nationale législative.

## Sources
- Onfroy (H). – Histoire des papeteries à la cuve d’Arches et d’Archettes (1492-1911). 3e édition revue et complétée. Évreux, impr. Ch. Hérissey, 1912. In-8°, 52 p., ill. h.-t.
- Perrigot (J.). 400 ans d’existence des papeteries d’Arches. 1900. 32 p.
- Janot (Jean-Marie). – Les Moulins à papier de la région vosgiennes. Préface d’E. Coornaert. Nacy, Impr. Berger-Levrault, 1952. In-f°, XL-525 p., ill. h.-t.
- « Léopold Grégoire Desgranges Cadet », dans Adolphe Robert et Gaston Cougny, Dictionnaire des parlementaires français, Edgar Bourloton, 1889-1891 [détail de l’édition]